# 우강민
우강민(본명: 김승현, 1982년 10월 4일 ~ )은 대한민국의 배우이다.

## 학력
- 세종대학교 체육학과 학사

## 출연 작품

### 영화
- 2019년 《악인전》 - 하무영 역 (조연)
- 2019년 《구마적》 - 마적 역 (작중 메인 남주)
- 2020년 《투빅맨》 - 계동범 역 (작중 메인 남주)
- 2020년 《도굴》 - 광철 패거리 2 역 (단역)
- 2020년 《럭키 몬스터》 - 노만수 역 (조연)
- 2021년 《미션 파서블》 - 전훈 용병대장 역 (조연)
- 2021년 《파이프라인》 - 패트롤 팀장 역 (조연)
- 2021년 《유체이탈자》 - 하마 역 (단역)
- 2022년 《범죄도시 2》 - 라꾸 역 (조연) (일본어 더빙: 에그자일 네스미스) (첫 천만영화)
- 2022년 《마녀(魔女) Part2. The Other One》 - 사내 1 역 (단역)

### 드라마
- 2017년 OCN 토일드라마 《나쁜 녀석들: 악의 도시》 - 박상명 역
- 2020년 KBS2 월화드라마 《본 어게인》 - 변성훈 역
- 2020년 SKY, seezn 《크라임 퍼즐》 - 배성필 역
- 2020년 JTBC 월화드라마 《모범형사》 - 주동팔 역 .. ep6
- 2022년 MBC 금토드라마 《내일》 - 성치욱 역
- 2022년 ENA 수목드라마 《굿잡》 - 빵아빵아의 고객 역
- 2022년 KBS 수목드라마 《당신이 소원을 말하면》
- 2022년 디즈니+ 《변론을 시작하겠습니다》 - 정재근 역
- 2022년 디즈니+ 《카지노》 - 전 상무 역
- 2023년 디즈니+ 《최악의 악》 - 복남 역
- 2024년 MBC 금토드라마 《밤에 피는 꽃》 - 만식 역
- 2024년 《오징어 게임2》- No.296 역
- 2024년~2025년 KBS Joy 드라마 《오늘도 지송합니다》 - 배성태 역